# Илькино (Нижегородская область)
Илькино — деревня в городском округе город Выкса Нижегородской области России, входящая в административно-территориальное образование Новодмитриевский сельсовет.
Население — 0 (2010) чел.

## История
Деревня была основана в начале XX века, во времена Столыпинской аграрной реформы, переселенцами из одноимённого населённого пункта — Илькино, Лехтовской волости, Меленковского уезда, Владимирской губернии. С конца 90-х годов XX века считается заброшенной.

## Общая физико-географическая характеристика
Географическое положение
По автомобильным дорогам расстояние до областного центра — города Нижнего Новгорода — составляет 220 км, до окружного центра — города Выксы — 44 км. Абсолютная высота — 162 метра над уровнем моря.
Часовой пояс
Илькино, как и вся Нижегородская область, находится в часовой зоне МСК (московское время). Смещение применяемого времени относительно UTC составляет +3:00.

## Население
Согласно результатам переписи 2002 года и переписи 2010 года деревня не имеет постоянного населения.
| 1999 | 2002 | 2010 |
| ---- | ---- | ---- |
| 1    | ↘0   | →0   |